# Zimní stadion Mladá Boleslav
Zimní stadion města Mladá Boleslav (sponzorským názvem ŠKO-ENERGO Aréna, dříve Zlatopramen Arena a Metrostav Arena) je komplex dvou sportovních hal v mladoboleslavské ulici Na Vinici. Hokejový klub BK Mladá Boleslav zde pořádá své domácí extraligové zápasy. Stadion byl otevřen v listopadu 1956, od roku 1973 má zastřešenou hrací plochu a v následujících dekádách prošel dalšími přestavbami. V roce 1959 hostil část programu mistrovství světa v ledním hokeji.
Hlavní hala má ledovou plochu o standardních rozměrech 60x30 metrů, plocha vedlejší haly sloužící převážně k tréninkovým účelům je menší – 56x26 metrů. Součástí stadionu je i  tělocvična využívaná pro bojové sporty, basketbal, florbal, gymnastiku či stolní tenis. V době, kdy nejsou hrací plochy stadionu pokryty ledem, slouží zimní stadion veřejnosti pro jízdu na inline bruslích.
Kapacita hlediště hlavní haly je 4 200 diváků. Mladoboleslavský klub musí kvůli nedostatečné kapacitě každoročně žádat o výjimku z licenčního řádu hokejové extraligy a město zvažovalo i výstavbu zcela nové multifunkční haly, v roce 2017 však tento plán zavrhlo a do budoucna počítá s dalším rozšířením stávajícího stadionu.

## Historie

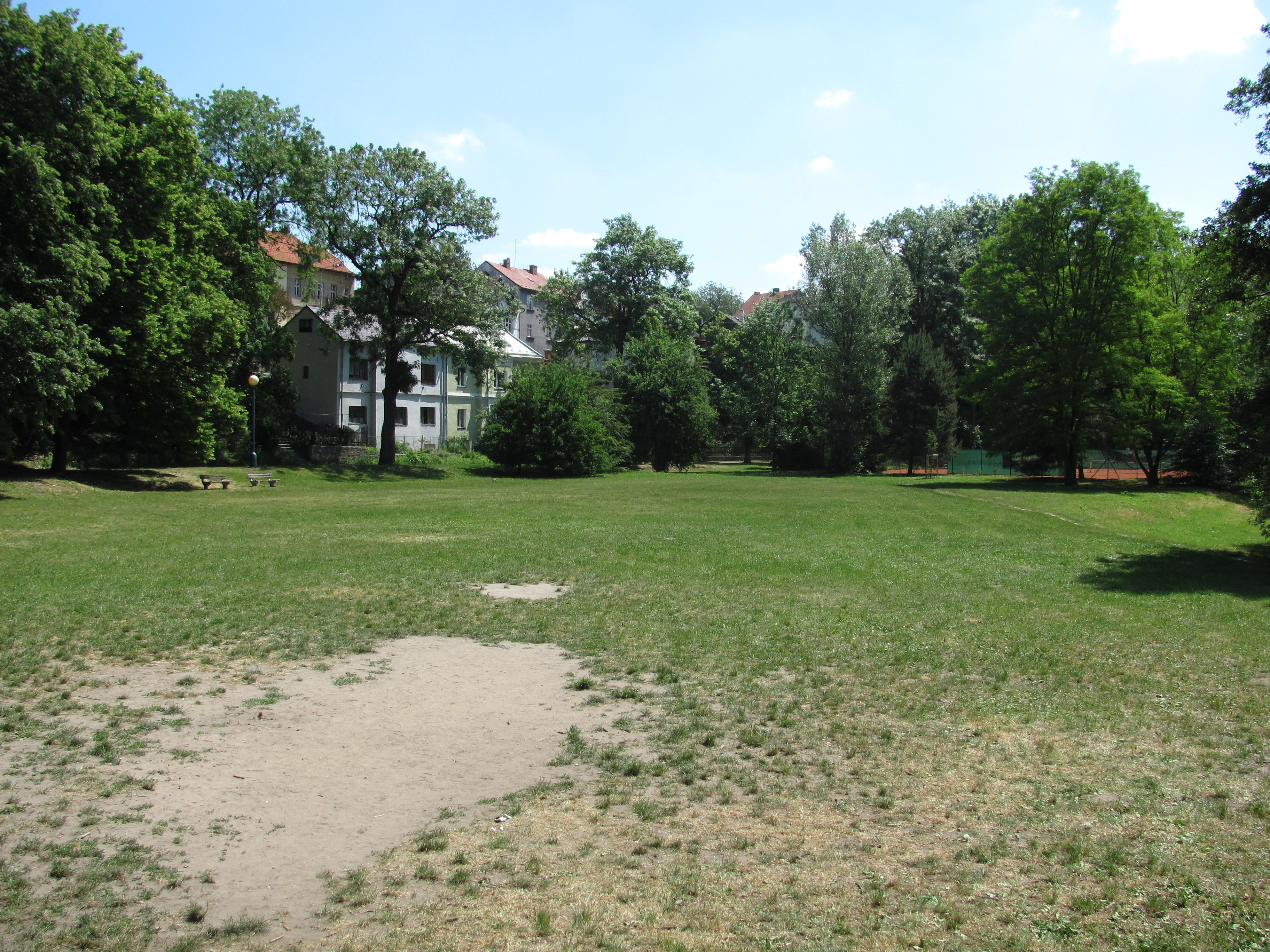
Prostor někdejšího kluziště

Mladoboleslavský bruslařský klub působil v lokalitě nedaleko pozdějšího stadionu již od roku 1883, kdy vybudoval kluziště na místě někdejšího rybníka poblíž lesoparku Štěpánka. Původně sloužilo zejména k rychlobruslení. Na začátku 20. století však klub, jako jeden ze zakládajících členů Českého svazu hokejového, začal na kluzišti pořádat i hokejové zápasy. Za účasti stovek diváků se zde 26. ledna 1908 konalo i hokejové mistrovství Čech, kterého se vedle BK Mladá Boleslav zúčastnila pražská Sparta, PKC Ruch a vítězná Slavia.
Kluziště původně nemělo žádné zázemí, v roce 1891 k němu přibyla roubená chalupa sloužící jako šatna, klubovna a ohřívárna. Stavení bylo původně mělnickou vinárnou fungující v rámci národopisné výstavy v Praze. Později byla chalupa přemístěna k nedalekým tenisovým kurtům. V roce 1922 získalo mladoboleslavské kluziště jako jedno z prvních v Česku umělé osvětlení. V roce 1947 kluziště hostilo první mezinárodní zápas, ve kterém mladoboleslavské hokejisty porazilo mužstvo Spojených států v poměru 14:1.
| „                                                | Led jsme žehlili ručně. Na saních jsme tahali sud s vodou, která stékala na roztažený kus látky. Branky jsme měli z trubky a sítě z drátěného pletiva, takže se stávalo, že puk vyletěl ze sítě a my se přeli, jestli to byl gól. | “ |
| — Josef Crha, bývalý hokejista BK Mladá Boleslav | |   |

### Výstavba stadionu
Stoupající zájem Boleslavanů o hokej a postupně se zkracující zimní sezóny (kvůli klimatickým změnám přicházela obleva rok od roku dříve) vedly k záměru postavit plochu s umělým leden a tak byl 19. března 1953 ustaven výbor pro výstavbu zimního stadionu. Bylo rozhodnuto, že vznikne na místě bývalého sirotčince nedaleko říčky Klenice a původního kluziště – v oblasti poškozené sovětským bombardováním Mladé Boleslavi z 9. května 1945. Ledová plocha se třemi tribunami, šatnami, rozhlasovým stanovištěm a strojovnou vznikla v rámci akce M později přetransformované na neplacenou akci Z. Východní tribuna s budovou, která slouží mj. jako hlavní vstup, vznikla až později. Ještě před instalací zařízení na výrobu umělého ledu začala hrací plocha sloužit jako přírodní, chladicí kompresor vyrobený v ČKD Praha byl v provozu od roku 1955. Už tehdy byl stroj přes 50 let starý, původně pocházel z pivovaru. První hokejové utkání na dokončeném zimním stadionu se uskutečnilo 26. listopadu 1956, kdy se proti mladoboleslavskému klubu postavilo mužstvo z Ostravy.

### Rekonstrukce a rozšiřování
V roce 1973 byl stadion zastřešen. Součástí příprav na tento projekt byla i modernizace technologie na výrobu ledu a navýšení výrobní kapacity, neboť se v té době již uvažovalo o výstavbě druhé ledové plochy. Další rekonstrukcí stadion prošel na přelomu desetiletí – během slavnostního znovuotevření 2. října 1980 porazila Autoškoda Mladá Boleslav hokejisty Zetoru Brno v poměru 6:5. V devadesátých letech vznikla tréninková hala, restaurace s výhledem na hrací plochu a roku 1999 byl v areálu zimního stadionu otevřen stejnojmenný hotel.
Další zásadní rekonstrukcí prošel stadion v roce 2007, město Mladá Boleslav do ní investovalo zhruba 60 milionů korun. Kvůli stavebním pracím zahajoval (tehdy prvoligový) hokejový klub sezónu 2007/2008 na stadionu v Benátkách nad Jizerou. V jejím závěru postoupil do extraligy, což si vyžádalo další investice do stadionu vzhledem k podmínkám licenčního řádu – nutné bylo například nové osvětlení vhodné pro televizní přenosy, rozšíření sociálního zázemí nebo infrastruktura pro práci videorozhodčího. Modernizace tak vyšla na dalších 11 milionů korun. Nesplněné zůstalo pouze kritérium minimální kapacity stadionu (5 000 míst), přičemž bylo zvažováno její rozšíření pomocí montovaných tribun ještě v průběhu první extraligové sezóny. K roku 2019 má hlavní hala stále kapacitu 4 200 míst.

## Galerie

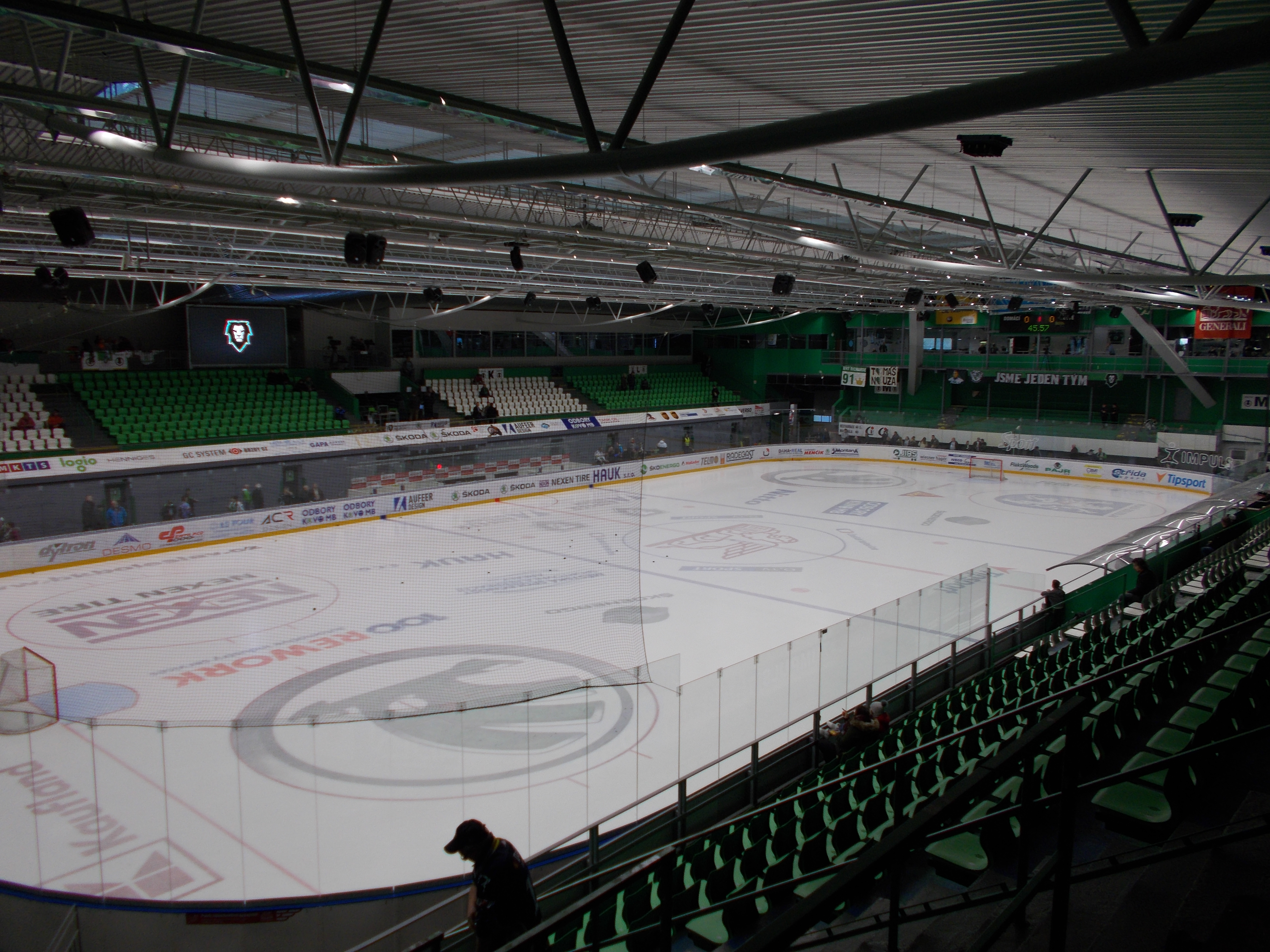
interiér hlavní haly
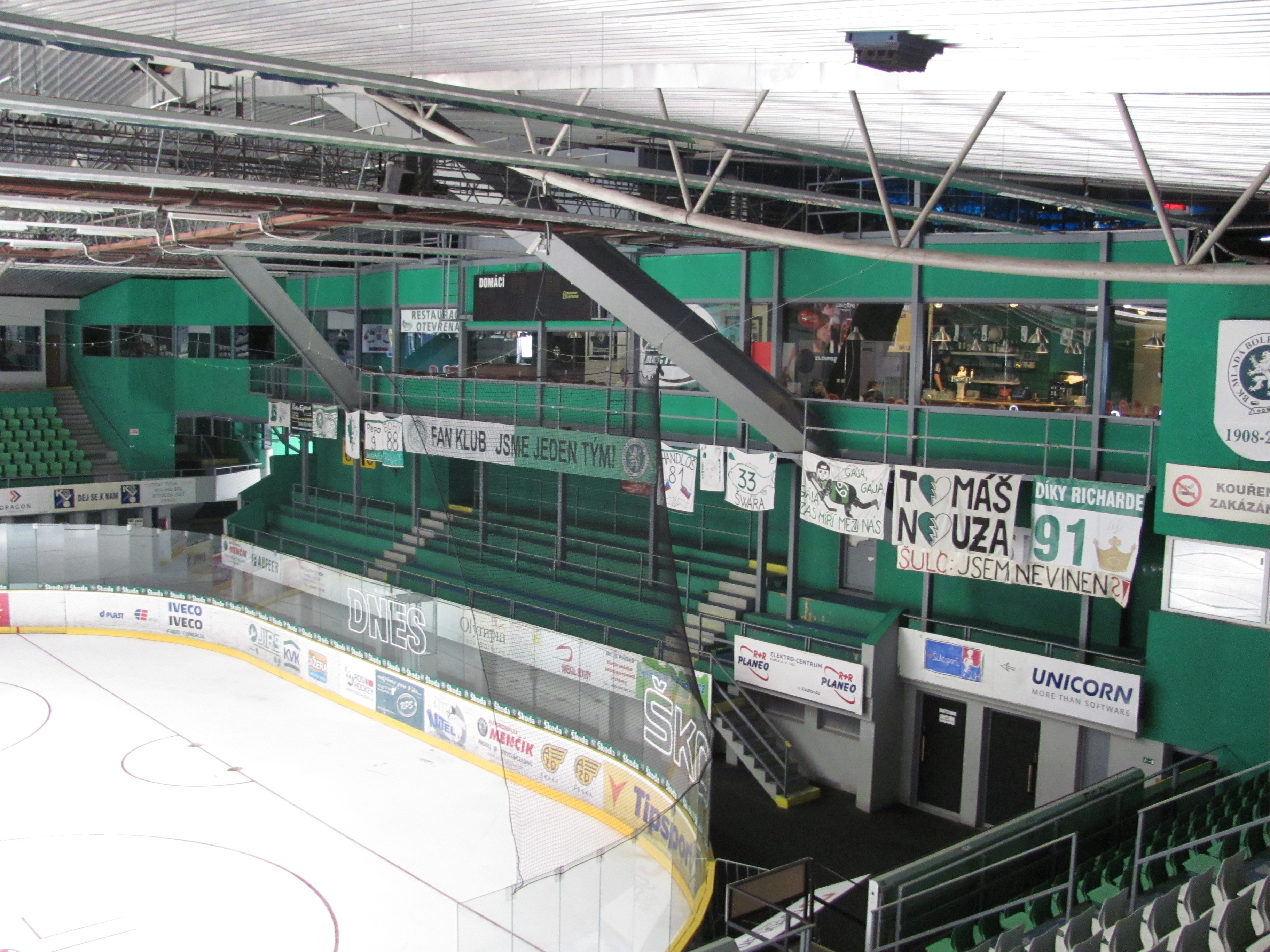
„kotel“ fanoušků domácího týmu (2011)
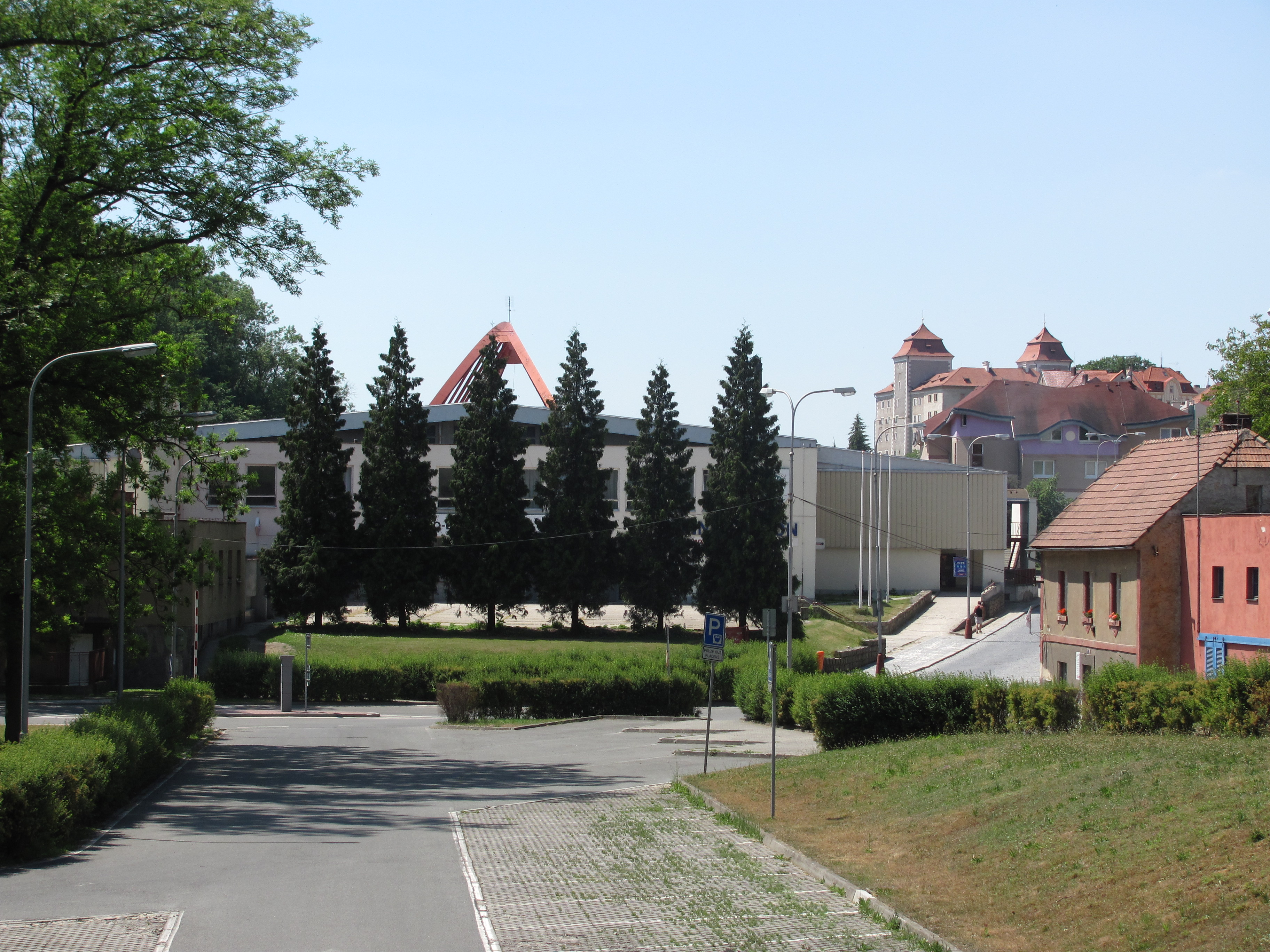
pohled od stadionu na mladoboleslavský hrad
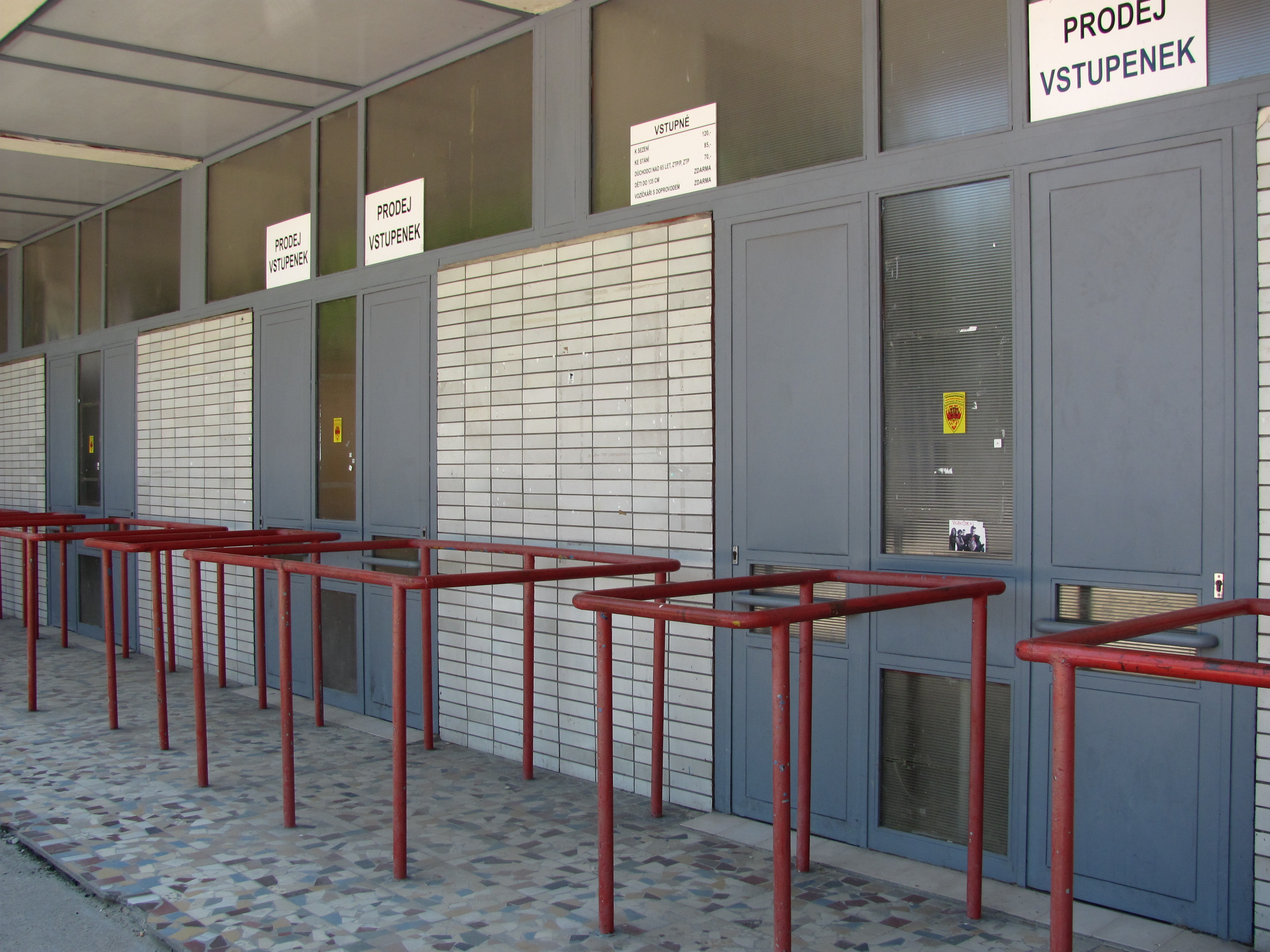
vstupní prostor před rekonstrukcí (2011)
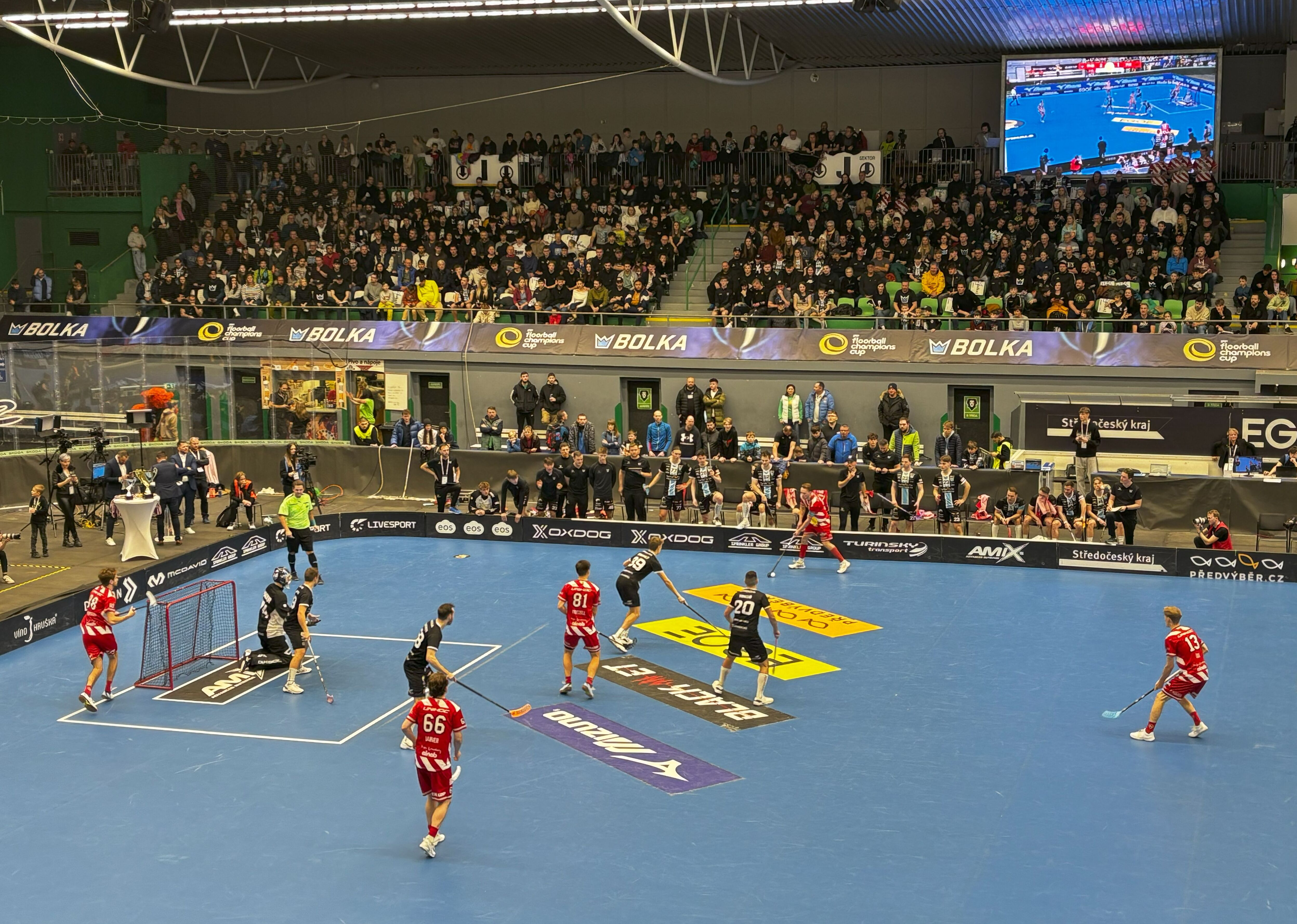
Flotbalový zápas